# Jean-François Lyotard
Jean-Francois Lyotard (10. august 1924 – 21. april 1998) var en fransk filosof med en emnemæssigt mangesidethed i sit forfatterskab.
Lyotard blev kendt for sine idéer om den postmoderne tilstand som kritik af det modernes videns- og informationssamfund. I analysen om den postmoderne tilstand beskriver Lyotard, hvordan samfundene går ind i en postindustriel tidsalder, mens vores kulturer går ind i en postmoderne. Dette er en overgang indenfor det moderne, som har fundet sted i sidste halvdel af det 20. århundrede. Afgørende for Lyotard er delegitimering af de store moderne fortællinger og et opgør med anskuelsen af historien som én historie under konstant udvikling.
De tre ideologier eller "store fortællinger" (som Jean-Francois Lyotard kalder dem) kaldes Forbrugerismen, Frigørelsen og Marxismen.

## Forbrugerismen
Ideologien har sit filosofiske grundlag i 1800-tallets positivisme og sin samfundsmæssige udformning i kapitalismen. Dens grundforestilling er, at mennesket bliver lykkeligt, at dets liv får mening og indhold, når dets materielle, dvs. dets fysisk-biologiske behov opfyldes. Behovene kan ikke opfyldes en gang for alle, men er i stadig udvikling, mod stadig større menneskelig frihed og lykke, i overensstemmelse med de muligheder, den teknologiske udvikling skaber for stadig større behovsopfyldelse.
Det er ifølge Lyotard hovedsageligt dette synspunkt, der er styrende for samfundsudviklingen i dag.

## Frigørelsen
Dennes udgangspunkt er Freuds psykoanalyse, altså tanken, at menneskets oprindelige, dybe grund, "det ubevidste". der rummer ufattelige muligheder (på godt og ondt) er blevet holdt i en spændetrøje af den "gamle ordens" normer. Specielt under indflydelse af Freuds elever, Reich og Jung, har den ide fæstnet sig hos mange moderne mennesker, at en frigørelse fra den gamle kulturs normer, og fra en alt for dominerende rationel bevidsthed, ville medføre muligheder for en ny meningsfuld menneskelig udfoldelse, en fri udfoldelse af menneskets oprindelige naturlige væsen.

## Marxismen
Marxisme er en samling af ideer og teorier, der bygger på Karl Marx' analyse og kritik af kapitalismen. Grundelementerne i denne økonomiske analyse er udviklet i hovedværket Kapitalen (Das Kapital).

## Værker

### Værker på dansk
- Vandringer - lov, form og begivenhed. (1998). Gyldendal. ISBN 9788700297265. (Originaltitel: Pérégrinations.)
- Viden og det postmoderne samfund. (1996)
- Muren, golfen og solen. En fabel. Det kgl. danske Kunstakademi. ISBN 8788608689

### Udvalgte værker på fransk
- La Phénoménologie, Paris, Presses universitaires de France, (coll. Que sais-je ?), 1954.
- Discours, Figure, Klincksieck, 1971. (Thèse de Doctorat d'État, sous la direction de Mikel Dufrenne.)
- Dérive à partir de Marx et de Freud, Paris, 10/18, 1973 ; nouvelle éd., Paris, Galilée, 1994.
- Des dispositifs pulsionnels, Paris, 10/18, 1973, nouvelle éd., Paris, Galilée, 1994.
- Économie libidinale, Paris, Minuit, 1974.
- Rudiments païens, Paris, Christian Bourgois, 1977.
- Les Transformateurs Duchamp, Paris, Galilée, 1977.
- La Condition postmoderne : rapport sur le savoir, Paris, Minuit, 1979.
- Au juste (avec Jean-Loup Thébaud), Paris, Christian Bourgois, 1979.
- La pittura del segreto nell’epoca post-moderna : Baruchello, Milan, Feltrinelli, 1982.
- Le Différend, Paris, Minuit, 1983.
- Tombeau de l'intellectuel et autres papiers, 1984.
- Que peindre ? Adami, Arakawa, Buren (1987), rééd. préfacée et postfacée, Paris, Hermann, 2008.
- Le Postmoderne expliqué aux enfants : Correspondance 1982-1985, Paris, Galilée, 1988.
- L'Inhumain : Causeries sur le temps, Paris, Galilée, 1988.
- Heidegger et les Juifs, Paris, Galilée, 1988.
- La Faculté de juger (avec J. Derrida, V. Descombes, G. Kortian…), Paris, Minuit, 1989.
- Leçons sur l'analytique du sublime, Paris, Galilée, 1991.
- Signé Malraux, Paris, Grasset, 1996.*
- Questions au judaïsme, Paris, DDB, 1996.
- La Confession d'Augustin, Paris, Galilée, 1998.
- Misère de la philosophie, Paris, Galilée, 2000.
- Pourquoi philosopher ?, Paris, PUF, 2012 [1964]
- Logique de Levinas, textes rassemblés, établis et présentés par Paul Audi, postface de Gérald Sfez, Lagrasse, Verdier, 2015

1. ↑  Navnet er anført på engelsk og stammer fra Wikidata hvor navnet endnu ikke findes på dansk.